# Hnojení na list
Hnojení na list je způsob mimokořenové výživy rostlin. Využívá se především k doplňkové výživě.

## Charakteristika
Primární funkcí listů je asimilace, ale mimo ni mohou sloužit i k příjmu živin, které se dovnitř dostávají průduchy. Pomocí radioaktivních prvků bylo zjištěno, že se mohou do listu přes průduchy dostat již za 10 sekund.
Pro optimální příjem živin je potřebná vhodná teplota a vlhkost. Při nízké vlhkosti totiž roztok příliš rychle zasychá a přestává do rostliny pronikat. Po jejich rozpuštění (například rosou) ale může příjem pokračovat. Vysoké teploty jsou nevhodné z důvodu rychlého odparu a rizika popálení rostliny.

## Výhody a nevýhody
Hlavní výhoda spočívá v rychlém dodání živin a doplňkové výživě v období vegetace, kdy není možné použít typy hnojiv, které vyžadují zapracování do půdy (prášková hnojiva, rašelina, chlévský hnůj a podobně) nebo aplikaci mimo vegetační dobu (dusíkaté vápno). Další výhodou je možnost kombinace s přípravky na ochranu rostlin (pokud výrobce neuvádí jinak).
Nevýhodou je omezený příjem živin touto cestou (nemůže plně nahradit příjem kořeny) a závislost aplikace na teplotě a vlhkosti.

## Aplikace
Hnojení na list se provádí výhradně během vegetace, tedy v období, kdy mají rostliny listy. Nejvhodnější je aplikace před deštěm. Používá se roztoků hnojiv, které jsou pro tuto metodu přímo určené, je však možné pracovat i s výluhy některých granulátů případně rozpuštěnými krystalickými přípravky. Pokud výrobce neuvádí jinak, doporučuje se koncentrace 2-5× nižší než jaká je určena pro hnojivou zálivku (příjem kořeny). Po zaschnutí je možné provést postřik čistou vodou, která zbytky spláchne z listů.
Používá se pro zemědělské plodiny, zeleninu, ovoce (včetně ovocných stromů). Vhodné je i pro balkonové rostliny (například muškáty) a pokojové rostliny v případě, že snášejí vodu na listech.

## Vhodná a nevhodná hnojiva
Pro hnojení na list jsou přímo určené:
- Harmavit (univerzální vícesložkové hnojivo)[1]
- Mikrola (speciální hnojivo se stopovými prvky)[1][2]

V případě granulovaných (či práškových) hnojiv je možné použít výluhy, doporučovaná jsou:
- jednoduchá hnojiva (ledky, superfosfát, síran draselný, reformkali)[2]
- kombinovaná hnojiva (Cererit, Hortus, citramfoska)[2]

Nevhodná jsou draselná hnojiva s vysokým obsahem chlóru (kainit, 40 % draselná sůl).